# Erkin Adyłbek uułu
Erkin Adyłbek uułu (kirg. Эркин Адылбек уулу, ur. 14 lutego 1991 roku) – kirgiski bokser klasy ciężkiej, uczestnik oraz chorąży reprezentacji z igrzysk olimpijskich w Rio de Janeiro.

## Kariera
Swój pierwszy krajowy sukces odniósł w 2010 zajmując trzecie miejsce w Narodowych Mistrzostwach Kirgistanu przegrywając na punkty z Czynggyzem Borbaszewem. Taką samą lokatę zajął rok później - tym razem przegrywając 3:0 z Tałgatem Turdujewem. Mistrzostwo kraju wywalczył w 2013 roku, dzięki wygranej 2:1 z Ałeksandrem Panarinem.
Start na igrzyskach w Rio de Janeiro zapewnił sobie zajęciem trzeciego miejsca w olimpijskich turniejach kwalifikacyjnych rozgrywanych w Azji oraz Oceanii - walkę o brąz stoczył z Turkmenem Azizem Açylowem odnosząc zwycięstwo 3:0. W czasie igrzysk odpadł w pierwszej rundzie przegrywając 3:0 walkę z reprezentantem Kolumbii - Juanem Carlosem Carrillo.
W 2017 roku na V Międzynarodowym Turnieju w boksie o Puchar Prezydenta Kazachstanu w kategorii do 81 kg zajął trzecie miejsce ex aequo z Nurdauletem Żarmanowem. Zdobywca złotego medalu na Mistrzostwach Kirgistanu w 2017 roku - finałową walkę stoczył z Bajamanem Iljasowem.
Zdobył brązowy medal mistrzostw Azji rozegranych w Bangkoku w 2019 roku. W półfinale przegrał z Biekem Nurmaganbietem z Kazachstanu - o rozstrzygnięciu decydowali sędziowie, którzy podjęli decyzję jednomyślnie.